# Polyrhachis cyaniventris
Polyrhachis cyaniventris är en myrart som beskrevs av Smith 1858. Polyrhachis cyaniventris ingår i släktet Polyrhachis och familjen myror. Inga underarter finns listade i Catalogue of Life.